# Ginástica rítmica nos Jogos Pan-Americanos de 2023 - Individual geral
A prova individual geral da ginástica rítmica nos Jogos Pan-Americanos de 2023 foi disputado em 2 de novembro de 2023 no Centro de Esportes Coletivos, localizado no cluster do Estádio Nacional. Um total de 18 ginastas de 11 Comitês Olímpicos Nacionais (CON) participaram da competição.

## Calendário
Horário local (UTC−3).
| Data          | Hora  | Fase  |
| ------------- | ----- | ----- |
| 2 de novembro | 16:00 | Final |

## Medalhistas
| Ouro   | BRA Bárbara Domingos        |
| Prata  | USA Evita Griskenas         |
| Bronze | BRA Maria Eduarda Alexandre |

## Resultados
As ginastas participantes realizaram uma rotina qualificatória nas provas individuais (arco, bola, maças e fita), com a soma das quatro pontuações definindo as medalhistas.
| Pos.              | Ginasta                     |             |             |             |             | Total   |
| ----------------- | --------------------------- | ----------- | ----------- | ----------- | ----------- | ------- |
| Medalha de ouro   | BRA Bárbara Domingos        | 32.000 (4)  | 33.200 (1)  | 32.200 (2)  | 32.150 (1)  | 129.550 |
| Medalha de prata  | USA Evita Griskenas         | 32.800 (2)  | 31.950 (2)  | 31.400 (4)  | 31.250 (2)  | 127.400 |
| Medalha de bronze | BRA Maria Eduarda Alexandre | 33.550 (1)  | 30.750 (6)  | 32.350 (1)  | 30.600 (3)  | 127.250 |
| 4                 | MEX Marina Malpica          | 32.650 (3)  | 31.850 (3)  | 31.500 (3)  | 30.300 (4)  | 126.300 |
| 5                 | USA Lili Mizuno             | 30.750 (6)  | 30.800 (5)  | 31.050 (5)  | 29.250 (6)  | 121.850 |
| 6                 | BRA Geovanna Santos         | 28.650 (7)  | 30.850 (4)  | 29.900 (6)  | 29.550 (5)  | 118.950 |
| 7                 | ARG Celeste D'Arcángelo     | 30.900 (5)  | 29.450 (7)  | 28.000 (7)  | 28.450 (7)  | 116.800 |
| 8                 | CAN Carmel Kallemaa         | 27.700 (9)  | 27.950 (10) | 27.700 (8)  | 25.400 (9)  | 108.750 |
| 9                 | CAN Tatiana Cocsanova       | 26.650 (12) | 28.850 (8)  | 27.000 (10) | 24.250 (13) | 106.750 |
| 10                | MEX Ledia Juárez            | 28.150 (8)  | 26.050 (13) | 26.750 (11) | 25.300 (10) | 106.250 |
| 11                | COL Lina Dussan             | 27.550 (10) | 28.150 (9)  | 27.050 (9)  | 22.500 (16) | 105.250 |
| 12                | COL Oriana Viñas            | 27.350 (11) | 27.200 (11) | 24.450 (13) | 24.800 (11) | 103.800 |
| 13                | CHI Javiera Rubilar         | 25.500 (14) | 26.700 (12) | 25.250 (12) | 25.900 (8)  | 103.350 |
| 14                | ARG Martina Gil             | 25.600 (13) | 24.950 (15) | 23.000 (17) | 23.650 (14) | 97.200  |
| 15                | VEN Sophía Fernández        | 25.500 (15) | 25.150 (14) | 23.400 (15) | 22.800 (15) | 96.850  |
| 16                | CUB Gretel Mendoza          | 25.150 (16) | 24.350 (17) | 22.800 (18) | 24.350 (12) | 96.650  |
| 17                | PER Sofía Lay               | 23.700 (17) | 24.550 (16) | 23.150 (16) | 20.050 (18) | 91.450  |
| 18                | CRC Gloriana Sánchez        | 21.900 (18) | 21.800 (18) | 24.050 (14) | 21.750 (17) | 89.500  |